# Sailing (chanson d'AAA)
Pour les articles homonymes, voir Sailing.
Singles de AAA
Charge ▶ Go! / Lights
(2011) Still Love You
(2012)
Sailing est le 31e single du groupe AAA sorti sous le label Avex Trax le 22 février 2012 au Japon. Il arrive 4e à l'Oricon. Il se vend à 42 056 exemplaires la première semaine et reste classé 6 semaines pour un total de 48 647 exemplaires vendus dans cette période. Il sort en format CD, CD+DVD Type A, CD+DVD Type B, et CD mu-mo qui sort sous 3 éditions différentes : A, B et C. Sailing et Wishes se trouvent sur l'album 777 ~Triple Seven~.

## Liste des titres
| 1. | Sailing (SAILING)                                     |  |
| 2. | Wishes (WISHES)                                       |  |
| 3. | Call (DJ OMKT & MJ Remix) (CALL (DJ OMKT & MJ Remix)) |  |
| 4. | Sailing (Instrumental)                                |  |
| 5. | Wishes (Instrumental)                                 |  |

| 1. | Sailing                |  |
| 2. | Wishes                 |  |
| 3. | Sailing (Instrumental) |  |
| 4. | Wishes (Instrumental)  |  |

| 1. | Sailing (Music Clip)               |  |
| 2. | Sailing (Music Clip Making part.1) |  |

| 1. | Sailing (Music Clip Making part.2) |  |
| 2. | AAA 6th Anniversary Tour MC part.1 |  |

| 1. | Sailing                                                                 |  |
| 2. | Wishes                                                                  |  |
| 3. | Think about AAA 6th Anniversary ~season 15~ (mu-mo édition A seulement) |  |
| 4. | Think about AAA 6th Anniversary ~season 16~ (mu-mo édition B seulement) |  |
| 5. | Think about AAA 6th Anniversary ~season 17~ (mu-mo édition C seulement) |  |